# Wolf System
Der Wolf Konzern besteht aus 25 Niederlassungen in 19 Ländern. Das international agierende Unternehmen wurde 1966 von Johann Wolf in Scharnstein, Oberösterreich, gegründet. Die europaweit ansässigen Niederlassungen gliedern sich in zwei Mutterunternehmen, die Wolf Systembau Gesellschaft m.b.H mit Sitz in Scharnstein in Oberösterreich und die Wolf System GmbH mit Sitz in Osterhofen, Niederbayern in Deutschland und zahlreiche Tochterunternehmen.
Mit einer jährlichen Bauleistung von etwa 5.000 Stahlbeton-Rundbehältern wurde das Unternehmen zu einem der führenden Betrieben Europas im Bereich Behälterbau.
Weitere Stärken des Unternehmens liegen im Agrarbau, Industrie und Gewerbebau, Stahlbau sowie dem Hausbau. Der Konzern beschäftigt rund 3000 Mitarbeiter.

## Geschichte

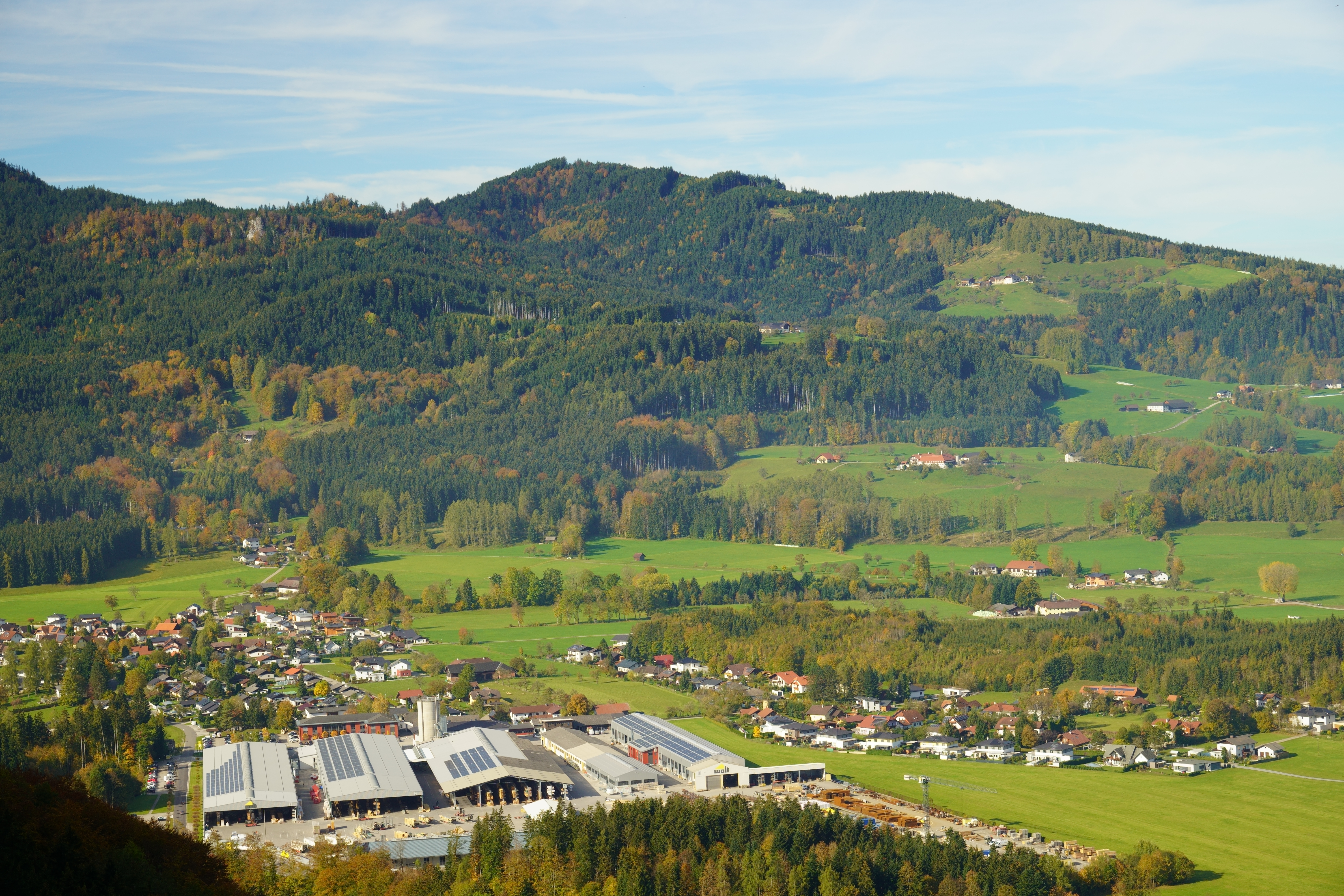
Firmensitz in Scharnstein

Johann Wolf begann 1962 auf seinem elterlichen Bauernhof im oberösterreichischen Scharnstein mit einer kleinen Handelsfirma. 1966 legte er den eigentlichen Grundstein für die heutige Gesellschaft mit der Errichtung einer Bau- und Schalungsschlosserei. Stahlbetonbehälter und -silos für die Landwirtschaft waren die ersten Produkte, die in weiterer Folge auch ein wesentliches und erfolgreiches Standbein des Unternehmens bildeten. Die Produktpalette wurde zusätzlich auf Gebäude für die Landwirtschaft ausgeweitet, beispielsweise Maschinen- und Bergehallen, Ställe und Zubauten.
Erste Aktivitäten außerhalb Österreichs wurden 1968 mit der Gründung der deutschen Niederlassung in München gesetzt. Von diesem Vertriebs- und Planungsbüro aus wurden Stahlbeton-Behälter und -Silos in Deutschland errichtet. 1974 erfolgte ein weiterer Internationalisierungsschritt des Unternehmens durch die Gründung der französischen Niederlassung in Leutenheim. Mit der Fertighaus-Entwicklung und -Produktion in Scharnstein wurde 1975 begonnen.
Nach dem Ankauf eines Holzbaubetriebes im niederbayerischen Osterhofen im Jahr 1980 fand die Verlagerung der deutschen Niederlassung von München an diesen neuen Standort statt. Es folgten weitere internationale Expansionen durch die Gründung von „Wolf System Italien“ 1986 in Freienfeld und „Wolf System Schweiz“ 1987 in Rüthi. Weitere Unternehmensgründungen im Ausland erfolgten 1989 mit „Pannon Wolf Ungarn“ in Kaposvár, „Wolf Systems England“ in Coventry und 1991 mit „Wolf System Tschechien“ in Prag.
1992 wurden die Unternehmensaktivitäten nach Polen ausgeweitet, 1994 erfolgte die Errichtung eines Produktionsbetriebes bei Kattowitz. Der französischen Handelsbetrieb „Wolf Connexion“ wurde 1993 in Limay bei Paris gegründet, eine weitere Betriebsgründung erfolgte im deutschen Standort Stolpen sowie 1994 in Berlin. Es folgten die Gründungen von „Wolf Agroles“ in Moskau (1996), „Wolf Canarias“ auf Teneriffa (1998) und „Wolf System Croatia“ in Sesvete (1999).
Die Vertriebsstrukturen von Wolf Haus in Deutschland und Italien wurden 2002 ausgebaut. Im darauf folgenden Jahr wurde der Fertighausvertrieb in Tschechien aufgebaut. 2004 wurde die Fertighaus- und Holzbauproduktion in Scharnstein ausgebaut und erweitert, auch die Produktionsstandorte in Katowice und Kaposvár wurden erweitert.
2005 wurde „Wolf System Osterhofen“ mit dem großen deutschen Fertighauspreis „Golden Cube“ ausgezeichnet. Zum vierzigjährigen Firmenjubiläum wurde 2006 ein neues Verwaltungsgebäudes in Scharnstein errichtet. Im selben Jahr wurde eine weitere Niederlassung im lettischen Cēsis gegründet. Im benachbarten Litauen erfolgte 2007 eine Unternehmensgründung in Šiauliai.
2008 wurde die Rumänische Niederlassung WOLF System SRL in Arad gegründet. 2009 erfolgte die Grundsteinlegung für einen Produktionsbetrieb in Dechino, Russland. 2010 wurden die Niederlassungen in Orehova Slowenien und Barcelona Spanien eröffnet.
2011–2013 wurde der Produktionsstandort in Osterhofen massiv ausgebaut und ein Bürogebäude in Limay Frankreich errichtet.
Weiter wurden die Firmen „WOLF System TOV“ in der Ukraine, „Wolf System OÜ“ in Estland und „WOLF System Edinolichnoye Vladenie“ in Belarus gegründet.
2015 wurde am Standort in Kaposvár ein neues Bürogebäude errichtet. 2016 feierte die Wolf Systembau Gesellschaft m.b.H. in Scharnstein ihr 50-jähriges Jubiläum und die Produktionslinie für Fertighäuser wurde vollständig erneuert. Im selben Jahr wurden an den Standorten in Osterhofen und Freienfeld neue Produktionshallen errichtet. 2017 wurde die neue Fertighausproduktion am Standort in Scharnstein mit einer Deckenelementfertigung, Abbundanlagen und einer Besucherplattform erweitert. Im Jahr 2018 feierte WOLF Deutschland am Standort in Osterhofen das 50-jährige Bestehen. Am Standort in Scharnstein wird eine komplette Erneuerung der energietechnischen Infrastruktur vorgenommen und in den Musterhausparks wurden zwei neue Musterhäuser eröffnet. 2019 gab es einen Neubau des Zentralgebäudes am Standort in Scharnstein. Dieses beherbergt eine Ladestation für E-Staplerbatterien, attraktive Büroräumlichkeiten sowie eine Kantine für die Mitarbeiter.

## WOLF System GmbH in Deutschland
Wolf System GmbH Deutschland  beschäftigt  ca. 1.350 Mitarbeiter und besitzt ein Firmengelände von ca. 26 Hektar. Mit einem Volumen von 30.000 t Profilstahl ist Wolf System einer der größten Profilstahlverarbeiter in Europa. Weiter werden jährlich 1.700 Betonbehälter sowie ca. 1.700 Gebäude für die Landwirtschaft und die Industrie errichtet. Zusätzlich werden am Standort Osterhofen  jährlich ca. 160 Häuser in Holztafelbauweise produziert.

## Unternehmensbereiche

### Agrarbau
Die Sparte Agrarbau reicht von Maschinen- und Bergehallen bis zu Gebäudekomplexen für die Agrarindustrie, Kaltställen und technisierten Hofanlagen.

### Industrie- und Gewerbebau
Das Unternehmen plant, fertigt und errichtet Lager- und Logistikgebäude, Produktionsanlagen, Kommunalgebäude, Sport- und Freizeitgebäude, Autohäuser, Verbrauchermärkte, Büro- und Verwaltungsgebäude, Gärtnereien, Bioenergieanlagen, Sonderkonstruktionen und Photovoltaikhallen.

### Stahlbau
Das Unternehmen fertigt für führende deutsche Messebaufirmen Stahlkonstruktionen.

### Betonbehälter, Silos
Das Bauprogramm des Unternehmens reicht vom Güllebehälter bis hin zu Kläranlagenbehältern für die Bereiche Landwirtschaft, Gewerbe und Industrie und Kommunen.

### Nagelplatten
Produktion von Nagelplatten aus verzinktem Stahlblech. Oder für besonders hohe Anforderungen an den Korrosionsschutz produziert das Unternehmen auch in Edelstahl. Dieser Bereich beinhaltet Beratung, Planung und Engineering.

### Fertighaus
Das Unternehmen plant, fertigt und errichtet Fertighäuser, individuelle Typenhäuser, Mehrfamilienhäuser, Reihenhäuser, Doppelhäuser, Arztpraxen, Kindergärten und Schulen.